# صموئيل فيسيندن (سياسي)
صموئيل فيسيندن هو سياسي أمريكي، ولد في 16 يوليو 1784، وتوفي في 13 مارس 1869. نشط حزبياً في الحزب الجمهوري. وقد انتخب عضو مجلس نواب ماساتشوستس ‏.